# حشره‌خوار کوهی دم‌دراز
 حشره‌خوار کوهی دم‌دراز (نام علمی: Episoriculus macrurus) نام یک گونه از سرده حشره‌خوار دندان‌قهوه‌ای است.